# Balvi
Balvi é uma cidade da Letônia localizada na região de Latgale. É a capital de Distrito de Balvi
Balvi está situada aproximadamente 226 km de Riga.

## Demografia
Composição da população:
- Letãos: 68,75%
- Russos: 25%
- Poloneses:  0,4%
- Bielo-russos: 8.22%
- Ucranianos: 0,7%
- Lituanos: 0,09%
- Judeus: 0,06%
- Estonianos: 1%
- Outros: 4%

O Letão tem sido a língua oficial nas escolas e órgãos do governo deste 1991, isto tem causado tensão com a maioria de língua russa que tem exigido que o russo seja restaurado como língua oficial ao lado do letão. Os grande número de residentes russos que chegaram a Letônia após a anexação de 1940 pelos soviéticos não são considerados cidadãos automaticamente, estes residentes e seus descendentes devem se submeter a testes de cidadania. 